# Troglohyphantes karawankorum
Troglohyphantes karawankorum Deeleman-Reinhold, 1978 è un ragno appartenente alla famiglia Linyphiidae.

## Etimologia
Il nome proprio della specie deriva dal monte Karawanks (circa 1100 metri), sul cui versante meridionale è situata la località di rinvenimento Jama na babi.

## Descrizione
Il maschio ha una lunghezza totale di 2,90 mm; il cefalotorace è lungo 1,43 mm e largo 1,20 mm. Le femmine hanno una lunghezza media di 3,45 mm; il cefalotorace è lungo 1,44 mm e largo 1,15

## Distribuzione
La specie è stata rinvenuta in Slovenia: nei pressi della località di Jama na babi, appartenente al comune di Jezersko, nell'Alta Carniola; e in Austria, nei pressi di Trogerner Klamm, ad un'altitudine di 700 metri

## Tassonomia
Al 2013 non sono note sottospecie e non sono stati esaminati nuovi esemplari dal 1986.